# Opukiri Agala
Opukiri Agala (ur. 15 grudnia 1979) – nigeryjski zapaśnik walczący w stylu wolnym. Brązowy medalista mistrzostw Afryki w 2014 roku.